# ستوبلتسا
ستوبلتسا صربی: Stublica) یک منطقهٔ مسکونی در صربستان است که در Trstenik واقع شده‌است. ستوبلتسا ۲۱۰ نفر جمعیت دارد و ۵۰۷ متر بالاتر از سطح دریا واقع شده‌است.